# Joshua (film, 2007)
Pour les articles homonymes, voir Joshua.
Joshua est un film américain réalisé par George Ratliff, sorti en 2007.

## Synopsis
Brad et Abby Cairn vivaient paisiblement avec leur fils Joshua jusqu'à la naissance de leur petite fille; Joshua devient démoniaque.

## Fiche technique
- Titre : Joshua
- Réalisation : George Ratliff
- Scénario : David Gilbert et George Ratliff
- Musique : Nico Muhly
- Photographie : Benoît Debie
- Montage : Jacob Craycroft
- Décors : Amanda Carroll
- Costumes : Astrid Brucker
- Pays d'origine : États-Unis
- Format : Couleurs - 1,85:1 - Dolby Digital - 35 mm
- Genre : Horreur, thriller
- Durée : 106 minutes
- Date de sortie :
  - janvier 2007 au Sundance Film Festival
  - 28 avril 2008 en France
- Interdit aux moins de 12 ans

## Distribution
- Sam Rockwell : Brad Cairn
- Vera Farmiga : Abby Cairn
- Celia Weston : Hazel Cairn
- Dallas Roberts : Ned Davidoff
- Michael McKean : Chester Jenkins
- Jacob Kogan : Joshua Cairn
- Nancy Giles : Betsy Polsheck
- Linda Larkin : Ms. Danforth
- Alex Draper : Stewart Slocum
- Stephanie Roth Haberle : Pediatrician
- Ezra Barnes : Fred Solomon
- Jodie Markell (en) : Ruth Solomon
- Rufus Collins : Henry Abernathy
- Haviland Morris : Monique Abernathy
- Tom Bloom : Joe Cairn
- Antonia Stout : Museum Staffer
- Randy Ryan : Soccer Dad
- Evan Seligman : Soccer Teammate
- Patrick Henney : Singing Boy
- Gurdeep Singh : Cabbie
- Nicholas Guidry : Bike Messenger
- Darrill Rosen : Homeless Man
- Daniel Jenkins : Minister
- Erik Solky : Park Patron (as Erik M. Solky)
- Shianne Kolb : Lily Cairn
- Lacey Vill : Lily Cairn

## Distinctions
- Gen Art Film Festival 2007 : Gen Art Chicago Grand Jury Prize
- Sitges - Catalonian International Film Festival 2007 :
  - Best Actor : Sam Rockwell,
  - Special Mention : George Ratliff
- Sundance Film Festival 2007 : Cinematography Award